# Олександрівка (Олександрівська сільрада, Совєтський район)
Олександрівка (рос. Александровка) — присілок в Совєтському районі Курської області Російської Федерації.
Населення становить 44 особи. Входить до складу муніципального утворення Александровська сільрада.

## Історія
Населений пункт розташований на території українського етнічного та культурного краю Східна Слобожанщина.
Від 2004 року входить до складу муніципального утворення Александровська сільрада.

## Населення
1. Н/Д[2]